# Y Nhĩ Căn Giác La
Y Nhĩ Căn Giác La (phiên âm tiếng Mãn: Irgen Gioro; tiếng Trung: 伊爾根覺羅; bính âm: Yīěrgēn Juéluó) là một trong tám gia tộc lớn nhất của người Mãn và là gia tộc lớn nhất của thị tộc Giác La.
Là một gia tộc lớn của người Mãn, hậu duệ của Tống Huy Tông và Tống Khâm Tông thời nhà Kim, thành viên họ Y Nhĩ Căn Giác La phân bổ rộng rãi và được chia tiếp thành các họ tộc nhỏ hơn. Tộc Y Nhĩ Căn Giác La tập trung tại Diệp Hách (Yehe) và Mục Khê (Musi) vào thời nhà Thanh. Ngoài ra, thành viên tộc Y Nhĩ Căn Giác La còn có nguồn gốc từ Ô Lạp (Ula), núi Trường Bạch và các nơi khác.Thuộc tương hoàng kỳ,sau vì một số biến đổi mà một nhánh nhỏ là tương lam kỳ.
Dưới triều Thanh, gia tộc Y Nhĩ Căn Giác La có 40 tá lĩnh (niru, tiếng Trung: 佐領; bính âm: zuǒlǐng), lớn thứ 5 trong tất cả các gia tộc Mãn Châu.
Sau cách mạng Tân Hợi, đại đa số hậu duệ gia tộc Y Nhĩ Căn Giác La đã cải tộc sang họ Triệu.